# Regulace nájemného
Regulace nájemného je stanovení nebo přímé usměrňování ceny (nájemného) státními orgány, zavedené původně za účelem ochrany finančně slabších občanů či rodin.
Regulaci nájemních vztahů a zejména ceny, tj. nájemného, připouští naše Ústava přitom pouze dočasně a v případě náhlé nepředvídané kalamitní ekonomické situace.
Systém regulace nájemného obecně zahrnuje:
- cenové regulace, limity nájemného, které může pronajímatel účtovat, obvykle nazývané regulace nájemného nebo stabilizace nájemného,
- řízení o vystěhování – kodifikované standardy, podle nichž může pronajímatel ukončit nájem,
- povinnosti pronajímatele nebo nájemce týkající se přiměřené údržby nemovitosti,
- systém dohledu a vynucování nezávislým regulačním orgánem a veřejným ochráncem práv.

## Vznik regulace nájemného
Regulace nájemného v českých zemích sahá do doby první světové války, kdy ještě rakousko-uherská vláda zavedla v roce 1917 zmrazení nájemného zejména pro rodiny vojáků a s ohledem na nízké příjmy v době války. Téměř kompletní deregulace proběhla za první republiky u všech nájemníků podle jejich příjmů a u všech bytů větších než 1+1. Za Protektorátu byla regulace opět zavedena a po roce 1948 vychází z komunistické doktríny orientované na likvidaci soukromého vlastnictví nájemních domů. V roce 1991 vydalo Ministerstvo financí nový předpis regulující stávající nájemní vztahy. Regulace nájemních vztahů ani omezení výše nájemného se netýkalo nové výstavby a od roku 1995 také nově vzniklých nájemních vztahů. Místo několikaleté pozvolné deregulace se regulace protáhla na více než 20 let.

## Regulace nájemného
Regulace nájemného bydlení v českém pojetí spočívala v kombinaci omezení výše maximálního možného požadovaného nájemného a v existenci nevypověditelného nájemního vztahu – možnost podání výpovědi z nájmu měl pouze nájemce. Pronajímatel mohl požadovat výpověď pouze z taxativně uvedených důvodů (§ 711 tehdy platného občanského zákoníku) a o této výpovědi vždy rozhodovaly soudy, které byly v celých 90. letech velmi pronájemnicky naladěny. Pokud chtěl pronajímatel ve svém domě bydlet, musel obstarat (většinou koupit) regulovanému nájemníkovi jiný rovnocenný byt. O rovnocennosti nabízeného náhradního bytu rozhodoval nájemník, v případě jeho nesouhlasu se stěhováním pak soud.
Další specifikou v Čechách byla zákonná možnost výměny bytu, která s regulací nájemného souvisela a byla mnohými nájemníky zneužívána. Nájemce bytu s regulovaným nájemným se mohl s jiným občanem dohodnout a bez souhlasu skutečného vlastníka byt vyměnit. Většinou se jednalo o výměny fiktivní. Kdo potřeboval bydlet, regulovanému nájemníkovi (který měl svoje bydlení vyřešeno a byt s levným = regulovaným nájemným sám nepotřeboval) zaplatil za jeho dekret a nastěhoval se místo něj. Částky se pohybovaly ve statisících korun. Někdy také svému regulovanému nájemníkovi platil majitel bytu – za to, že byt opustí, aby ho majitel mohl modernizovat a pronajmout za smluvní nájemné. Toto statisícové tzv. odstupné bylo v zákoně o daních z příjmů dokonce legalizováno jako nezdanitelný příjem nájemníka, pokud je použil pro své bydlení.

## Regulace nájemného po roce 1989

### Přechod na tržní ekonomiku
V zemi se po politických událostech roku 1989 uvolnily ceny, bylo možné podnikat a vznikala tržní ekonomika. Po roce 1991 v souvislosti s vracením bytového fondu původním vlastníkům vydalo Ministerstvo financí nový předpis regulující stávající nájemní vztahy. Regulované nájemné se týkalo všech nájemních bytů, kterých bylo přibližně 1,5 milionu. Nikdo z uživatelů těchto bytů neměl platnou, svobodně uzavřenou smlouvu s pronajímatelem. Původním záměrem regulace bydlení bylo poskytnutí dostatečného přechodného období pro přizpůsobení nájemníků novému stavu, pozvolný nárůst nájemného na úroveň výše tržního nájemného a vytvoření mechanismů pro ochranu sociálně slabších obyvatel. Například v sousední bývalé Německé demokratické republice úplná deregulace na úroveň tržního nájemného proběhla během sedmi let.

### Restituce po roce 1991
Část bytového fondu (cca 400 000 bytů), který byl za komunistické vlády jejich majitelům vyvlastněn, byl během několika let navrácen v rámci restitucí původním majitelům, ale s věcným břemenem regulovaných nájemníků, se zanedbanou údržbou a s příslibem rychlé postupné deregulace. Změna vlastníka nemovitosti neměla vliv na regulovaný nájemní vztah.

### Rozdíl výše tržního a regulovaného nájemného
Regulace nájemného měla vliv také na výši tržního nájemného v ostatních neregulovaných nájemních vztazích. Regulace se netýkala nové výstavby a od roku 1995 také ani nově vzniklých nájemních vztahů. Legálně bylo do té doby možné pronajmout byt za smluvní nájemné pouze cizincům. 
Od poloviny roku 1995 bylo v České republice možno pronajímat i českým občanům uvolněné byty za smluvní nájemné, které mnohonásobně překračovalo nájemné regulované, protože volných bytů bylo velice málo. Existencí regulace tak byli poškozeni i tržně bydlící nájemníci.

### Přizpůsobování výše regulovaného nájemného tržní úrovni
Výše regulovaného nájemného pomalu postupně vzrůstala ze symbolické částky 2,60 Kč/m2/měsíc pomocí vyhlášky 176/1993 Sb. až na nejvyšší možnou úroveň 37,07 Kč/m2/měsíc za byt I. kategorie v Praze v roce 2003. O tom, o kolik bude možné zvýšit v městských i soukromých bytech regulované nájemné, rozhodovaly dva koeficienty růstu: jeden určili každoročně úředníci ministerstva financí, druhý obce. V roce 1997 využila úřednická vláda E. Tošovského faktu, že bude ve funkci pouze do příštích voleb, a zvýšila nájemné o 100 %.

### 1998 – valorizace místo deregulace
Od roku 1998 do roku 2002 bylo možno zvýšit regulované nájemné o inflaci cen stavebních prací, takže nešlo o skutečnou deregulaci, ale jen o valorizaci (stejně jako se např. valorizují důchody). Reálná hodnota nájemného tím od roku 1998–2002 zůstávala na stejné úrovni.
Od roku 2003 (po 3. nálezu Ústavního soudu) se reálné nájemné snižovalo, protože neexistoval předpis, kterým by bylo možné nájemné jednostranně zvýšit.
Mnohá města a obce řešila problém se zanedbanou údržbou a nedostatečným nájemným tím, že své domy prodávala výrazně pod cenou současným nájemníkům, jen aby nemusela financovat opravy konkrétních domů z peněz, která dostala k financování potřeb všech obyvatel obce.

### 2000 – přetahování mezi Vládou a Ústavním soudem
OSMD iniciovalo text stížnosti k Ústavnímu soudu, kterou vypracoval s vydatnou pomocí Občanského sdružení majitelů domů brněnský právník JUDr. Roman Vaněk. Představitelé Občanského sdružení majitelů domů osobně oslovili všechny tehdejší senátory Senátu. 14 senátorů stížnost podepsalo a podalo k Ústavnímu soudu. 

### Ústavní soud 21. června 2000 dal pronajímatelům za pravdu
Ústavní soud prohlásil regulované nájemné za neúnosně nízké a regulační vyhlášku 176/1993 Sb. dne 21.6. 2000 prohlásil za protiústavní. Ústavní soud tehdy regulační vyhlášku zrušil až k datu k 31.12.2001 a poskytl Vládě 18 měsíců na řešení situace.

### Prosinec 2002 – protiústavní změny
Vláda však nález Ústavního soudu ignorovala a nepřijala žádný ústavně konformní předpis, který by nájemné dereguloval. 
Během dvou následujících let udělala několik kulišáren na Ústavní soud. (Náměstek ministra financí Šulc se výrokem o vědomě provedené „kulišárně“ proneseném v České televizi v březnu 2003 nesmazatelně zapsal do historie regulace nájemného.)
Vláda nejprve přijala Výměr MF 1/2002 Sb., který reguloval nájemné prakticky stejně jako zrušená vyhláška 176/1993 Sb. 
Ústavní soud 18.12.2002 tento výměr zrušil.

### Jeden den a regulované nájemné je povýšeno na úroveň živelné katastrofy
Hned následující den od výroku Ústavního soudu, tedy 19.12.2002, Vláda pod záminkou časové tísně přijala cenové moratorium na nájemné, které další den vyšlo ve Sbírce zákonů pod č. 567/2002 Sb., čímž nabylo účinnosti. Cenové moratorium Vlády, které je časově omezeným zákaze zvyšování cen a krajním opatřením vyhlašované zcela výjimečně při živelných katastrofách nebo válečném stavu, mělo platit 3 měsíce, tedy do 20. března 2003. Bylo možné očekávat, že bude poté prodlouženo. Za porušení tohoto moratoria, tzn. za pokus o zvýšení regulovaného nájemného, hrozila sankce až jeden milion Kč.

### Ústavní soud se 19. března 2003 potřetí postavil na stranu pronajímatelů
Občanského sdružení majitelů domů opět iniciovalo aktivitu 25 senátorů, kteří žádali zrušení tohoto cenového moratoria. Ústavní soud jim dal již potřetí za pravdu a toto moratorium zrušil. 
O pokračování regulace nájemného nerozhodovali poslanci ani senátoři, ale pouze Vláda ČR, resp. úředníci Ministerstva financí ČR.

### Březen 2003 – regulace je zrušena, ale ceny se nesmí zvýšit
Po 20. březnu 2003 nebylo možné regulované nájemné zvyšovat, protože stále platil občanský zákoník, v němž bylo stanoveno, že pronajímatel je oprávněn jednostranně zvýšit nájemné jen podle zvláštního právního předpisu, který však neexistoval. Vzniklo tak jakési právní vakuum, reálná hodnota nájemného se díky inflaci snižovala.

### 2005 – hromadná žaloba členů Občanského sdružení majitelů domů u Evropskému soudu pro lidská práva
Na Českou republiku bylo podáno různými subjekty několik žalob u Evropského soudu pro lidská práva.OSMD pro své členy, kteří měli majetek postižený regulací, zorganizovalo společný postup obhajoby vlastnických práv. Při hledání vhodného právního zástupce OSMD oslovilo několik advokátů a volba nakonec padla na JUDr. Kláru A. Samkovou, Ph.D., která již u ESLP několik soudních pří vyhrála.
Protože však štrasburský soud nezná pojem „hromadné žaloby“, bylo zapotřebí hájit každého jednotlivého účastníka samostatně. JUDr. Samková jen během tří jarních měsíců roku 2005 přijala plnou moc k zastupování od 1600 majitelů. Během roku 2005 se přidávali další a další. V průběhu let 2005–2012 se ke stížnosti organizované OSMD připojilo celkem cca 5000 stěžovatelů, kteří dohromady vlastnili v České republice více než 80 tisíc bytů zatížených regulovaným nájmem.

## Deregulace

### 2006 – přijetí „deregulačního zákona“
Teprve pod hrozbou stížnosti několika tisíc poškozených pronajímatelů, skupiny senátorů a Občanského sdružení majitelů domů u Evropskému soudu pro lidská práva ve Štrasburku Vláda přijala deregulační zákon 107/2006 Sb., který umožnil pronajímatelům jednostranně zvyšovat nájemné až na hodnoty tzv. cílového nájemného, které byly odvozeny ze skutečných kupních cen bytů a domů. Ministerstvem pro místní rozvoj (MMR) bylo na základě skutečných prodejních cen bytů stanoveno tzv. cílové nájemné, jehož výše mělo nájemné pomocí deregulace dosáhnout na konci tohoto procesu. Prakticky to znamenalo, že pronajímatel si mohl každý rok zvýšit nájemné o určitou částku vypočítanou dle vzorce uvedeného na internetových stránkách MMR.

### Uvolnění regulovaných cen v letech 2007–2012
Proces deregulace měl původně trvat od 1. ledna 2007 do 31. prosince .2010, ale v Praze, Brně a větších krajských městech byl prodloužen o další dva roky. V zásadě lze říci, že ve velké části bytového fondu bylo do konce roku 2012 dosaženo tržního nájemného, zejména u bytů s větší podlahovou plochou.

### Nový Občanský zákoník od roku 2014
Přijetím nového Občanského zákoníku v roce 2012 je s účinností od roku 2014 také i v ostatních směrech narovnán nájemní vztah pronajímatele a nájemce. Trh s bydlením není zásadně deformován ze strany státních a politických vlivů. Sjednávání nájemného v souladu s § 2249 nového Občanského zákoníku je sjednáváno oboustranně svobodně.